# Take Me Home (Alexandra Stan)
Take Me Home è un singolo promozionale della cantante rumena Alexandra Stan, pubblicato il 5 maggio 2020.

## Video musicale
Il video musicale, diretto da Cătălin Dardea, è stato pubblicato in concomitanza con l'uscita del singolo.

## Tracce
1. Take Me Home – 4:45